# ألفريدو فيغيروا
ألفريدو فيغيروا (بالإسبانية: Alfredo Figueroa)‏ (27 أكتوبر 1978 في تشيلي - ) هو مدرب كرة قدم ولاعب كرة قدم تشيلي في مركز الهجوم. لعب مع PSM Makassar ‏ وPSIS Semarang ‏ وبيرسيتارا جاكرتا أوتارا ‏.

## وصلات خارجية
- ألفريدو فيغيروا على موقع قاعدة بيانات كرة القدم.إي يو (الإنجليزية)
- ألفريدو فيغيروا على موقع Soccerway.com (الإنجليزية)